# Тенпјо шохо
Тенпјо шохо (天平勝宝) је јапанска ера (ненко) која је наступила после Тенпјо канпо и пре Тенпјо хоџи ере. Временски је трајала од јула 749. до августа 757. године и припадала је Нара периоду. Владајући монарх била је царица Кокен.
Име нове ере у преводу значи „небески мир и победосно благо“ и донета је како би се обележио долазак новог монарха на власт с обзиром да је цар Шому абдицирао у корист ћерке како би се посветио монашком позиву са супругом.

## Важнији догађаји Тенпјо шохо ере
- 749. (Тенпјо шохо 1): Након двадесетпетогодишње владавине цар Шому абдицира у корист своје ћереке Такано која по преузимању власти постаје царица Кокен. Након преноса власти цар Шому постаје будистички монах што га чини првим јапанским царем који се након владавине замонашио. Његова супруга Комјо, пратећи мужев пример такође постаје монахиња. Устоличена је нова царица Кокен.[5][6]

- 752. (Тенпјо шохо 4, четврти месец): Приређена је величанствена церемонија поводом откривања великог Буде у Нари.[7]
- 756. (Тенпјо шохо 8, пети месец): Бивши цар Шому умире у 56. години.[8]